# Myxobolus lalithakumarii
Myxobolus lalithakumarii is een microscopische parasiet uit de familie Myxobolidae. Myxobolus lalithakumarii werd in 2010 beschreven door Gunter & Adlard. 